# Felip Solé i Sabarís
Felip Solé i Sabarís (Lleida, Segrià, 21 d'abril de 1915 - Barcelona, 21 de juny de 2005) fou un polític català. Va ser membre de la Comissió dels Vint que va redactar l'avantprojecte d'Estatut d'Autonomia de Catalunya de 1979.

## Inicis
Nascut a Lleida l'any 1915 és fill del geògraf Felip Solé i Olivé, germà de Lluís Solé i Sabarís i oncle d'Oriol Solé Sugranyes.
Durant la Guerra Civil espanyola fou tinent en l'exèrcit franquista.

## Trajectòria durant el franquisme[3]
Un cop acabada la guerra l'any 1943 es llicencià en medicina a la Universitat de Barcelona. Amb els anys, evolucionaria ideològicament cap a una oposició activa contra la dictadura franquista participant en els moviments ciutadans, culturals i professionals. Col·laborà en la fundació de les Edicions Ruedo Ibèrico de París. El 1966 serà membre independent de la Taula Rodona i el 1971 fou membre fundador de l'Assemblea de Catalunya i ingressà al Partit dels Socialistes de Catalunya.

## L'etapa democràtica[4]
A les eleccions generals espanyoles de 1977 fou elegit senador per Lleida dins la coalició Entesa dels Catalans. El 1978 com a parlamentari designat pel PSC va ser membre de la Comissió dels Vint que redactà al parador de Sau, les Masies de Roda l'avanprojecte d'Estatut d'Autonomia de Catalunya de 1979.
El 1979 a les primers eleccions municipals el 1979, fou elegit regidor de l'Ajuntament de Barcelona i es feu responsable de l'àrea de Sanitat. El 1983, però, abandonà el PSC per a incorporar-se al moviment de Nacionalistes d'Esquerra i posteriorment a Entesa dels Nacionalistes d'Esquerra. Va escriure nombrosos assaigs sobre aspectes socials i polítics de la medicina. També fou president de l'Associació Catalana d'Amics del Poble Sahrauí (ACAPS).
Va morir el 16 de juny del 2005 a Barcelona.

## Fons personal
El seu fons personal es conserva a l'Arxiu Nacional de Catalunya. El fons conté la documentació generada i rebuda per Felip Solé i Sabarís. Destaca, especialment, la produïda en funció de la seva activitat professional mèdica (informes i estudis, congressos i jornades, conferències, articles de premsa i material de treball divers). També destaca la produïda resultat de l'activitat associativa i política relacionada principalment amb l'Assemblea de Catalunya durant la clandestinitat (crides, manifestos, circulars, declaracions i correspondència), l'Entesa dels Catalans (correspondència, informes, manifestos, declaracions, reculls de premsa, material de treball i documentació de caràcter econòmic), l'Ajuntament de Barcelona i la regidoria de l'Àrea de Sanitat (informes i estudis, correspondència, convenis, entrevistes, i material de treball), la Comissió dels Vint (projectes d'estatut), l'Entesa dels Nacionalistes d'Esquerra i altres associacions i moviments de caràcter polític com ara l'Associació per a les Nacions Unides a Espanya. Finalment, el fons també reuneix documentació personal i familiar entre la que destaca correspondència d'Oriol Solé Sugranyes, nebot seu i militant anarquista del Moviment Ibèric d'Alliberament (MIL) mort per la Guàrdia Civil el 1976.